# AD Renting

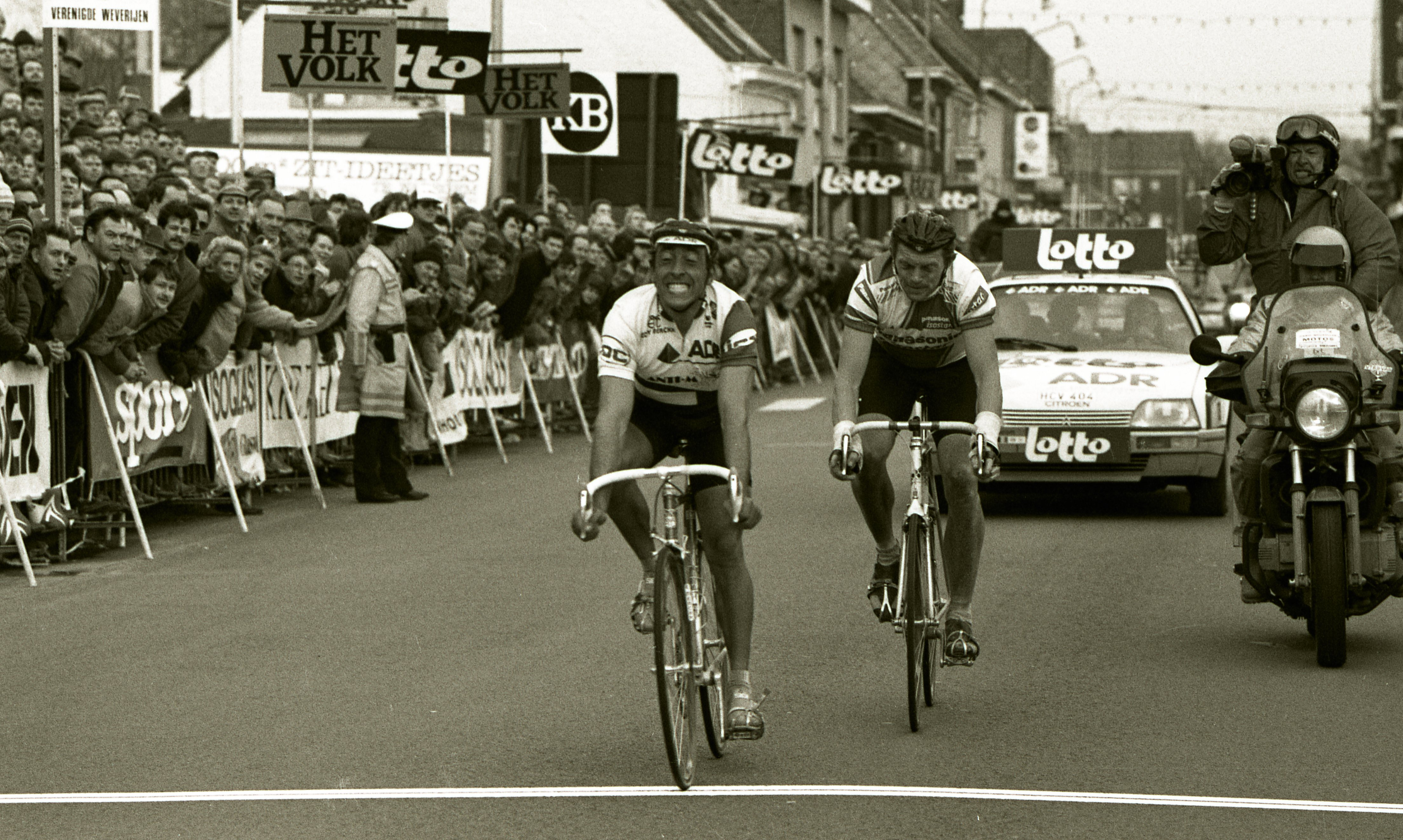
Eddy Planckaert wint de sprint voor John Talen in Dwars door België in 1988.

AD Renting (All-Drive Renting) was de hoofdsponsor van een Belgische wielerploeg van 1987 tot 1989. Het was een bedrijf voor autoverhuur op lange termijn, eigendom van de Brugse zakenman François Lambert (overleden in 2004). In 1990 was het nog cosponsor van de wielerploeg ISO-Tulip Computers-ADR. Er waren vragen gerezen over de financiële solvabiliteit van het bedrijf en het zou korte tijd later failliet worden verklaard.
In 1988 won de ploeg, onder ploegleider José De Cauwer, met Eddy Planckaert de Ronde van Vlaanderen en met Dirk Demol Parijs-Roubaix. De ploeg nam ook deel aan de Ronde van Frankrijk, waarvoor MiniFlat als cosponsor optrad, daarin won Eddy Planckaert de groene puntentrui. De absolute hoogtepunten vielen echter een jaar later toen Greg LeMond voor ADR de Ronde van Frankrijk won door op de laatste dag Laurent Fignon uit het geel te rijden en later dat jaar ook wereldkampioen op de weg werd in het Franse Chambéry.
Guido Reybrouck was in 1987 sportdirecteur, José De Cauwer in 1988 en 1989.

## Bekende wielrenners
- Jos Alberts
- Miguel Arroyo
- Chris Bailey
- Luc Colyn
- Dirk Demol
- Fons De Wolf
- Henri Dorgelo
- Frank Hoste
- Adrie Kools
- () Jaanus Kuum
- Johan Lammerts
- Greg LeMond
- René Martens
- Johan Museeuw
- Patrick Onnockx
- Eddy Planckaert
- Ronny Van Holen
- Filip Van Vooren
- Dirk Wayenberg
- Michel Zanoli
- Roland Liboton (veldrijden)
- Pol Verschuere (baanwielrennen)
- Danny Clark (baanwielrennen)

## Grote rondes
| Jaar | Ronde van Italië   | Ronde van Italië | Ronde van Frankrijk             | Ronde van Frankrijk        | Ronde van Spanje      | Ronde van Spanje                          |
| Jaar | hoogste klassering | etappewinst      | hoogste klassering              | etappewinst                | hoogste klassering    | etappewinst                               |
| ---- | ------------------ | ---------------- | ------------------------------- | -------------------------- | --------------------- | ----------------------------------------- |
| 1987 | geen deelname      | geen deelname    | geen deelname                   | geen deelname              | geen renner gefinisht |                                           |
| 1988 | geen deelname      | geen deelname    | 24e Jaanus Kuum Eddy Planckaert |                            | geen deelname         | geen deelname                             |
| 1989 | 39e Greg LeMond    |                  | Greg LeMond                     | 5e, 19e en 21e Greg LeMond | 14e Jaanus Kuum       | Proloog Marnix Lameire 4e Eddy Planckaert |